# Santa Maria in Calanca
Santa Maria in Calanca ist eine politische Gemeinde im Schweizer Kanton Graubünden. Sie gehört zur Region Moesa.

## Wappen
Blasonierung: In Blau, auf silbernem (weissem) Wolkenband stehend, die goldene (gelbe) S. Maria Assunta mit Krone und silbernem Nimbus, beseitet von zwei goldenen Sternen
Redendes Wappen, Bezug nehmend auf den Namen der Gemeinde und auf das Patrozinium der Pfarrkirche.

## Geographie

Historisches Luftbild von Werner Friedli (1953)

Santa Maria in Calanca (auch Santa Maria di Calanca) ist nach Castaneda das zweite Dorf des Calancatals. Es liegt auf einer Anhöhe am Talausgang. Der Charakter des Dorfes ist vom Tessin geprägt. Ende 2007 lebten hier 107 Menschen.
Santa Maria ist einer der Ausgangspunkte des Calanca-Höhenweges.

## Geschichte
Eine erste Erwähnung findet das Dorf im Jahre 1219 unter dem damaligen Namen sancte Marie in Calanca. Altes Kastell, von den Talbewohnern Torre Santa Maria genannt. Der Turm soll römischen Ursprungs und einer von den Türmen der Postenkette der alten Römerstrasse gewesen sein. Von hier aus soll der römische Verwalter Bonasius 402 mit den Talleuten bei der Brücke Gola die über den Vogelberg (San Bernhardin) eingedrungenen Goten geschlagen und zersprengt haben.

## Bevölkerung
| Jahr      | 1808 | 1850 | 1900 | 1950 | 2000 | 2010 | 2020 |
| Einwohner | 207  | 206  | 163  | 202  | 111  | 109  | 115  |

## Sehenswürdigkeiten
- Die Pfarr- und Wallfahrtskirche Santa Maria Assunta wurde 1219 zum ersten Mal erwähnt[6][7][8]
- Die Pfarrhaus erbaut 1640[7]
- Der mittelalterliche Turm von Santa Maria in Calanca, genannt «Castello»[7][9][10][11]
- Schalenstein im Fels[12]

## Bilder

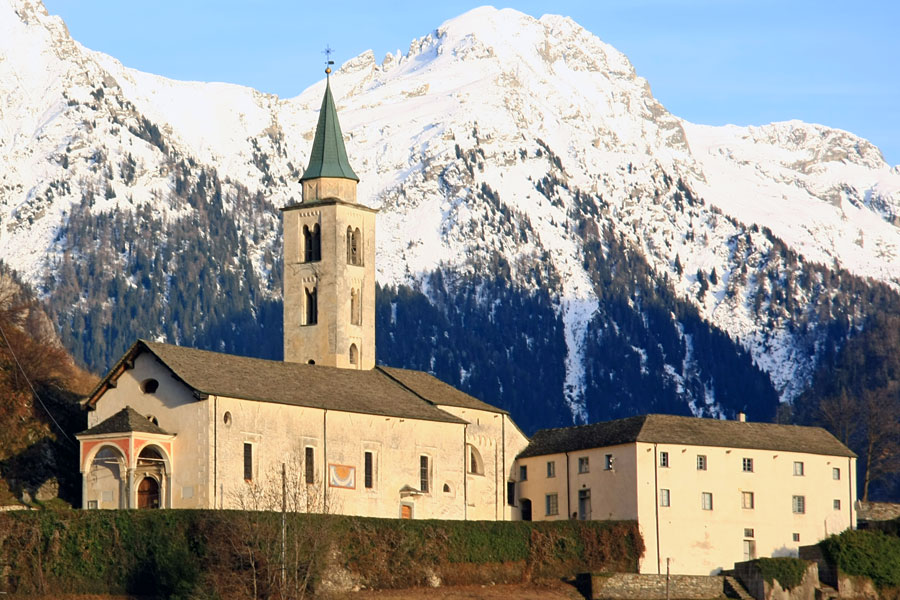
Pfarrkirche Santa Maria Assunta und ehemaliges Franziskaner-Kloster
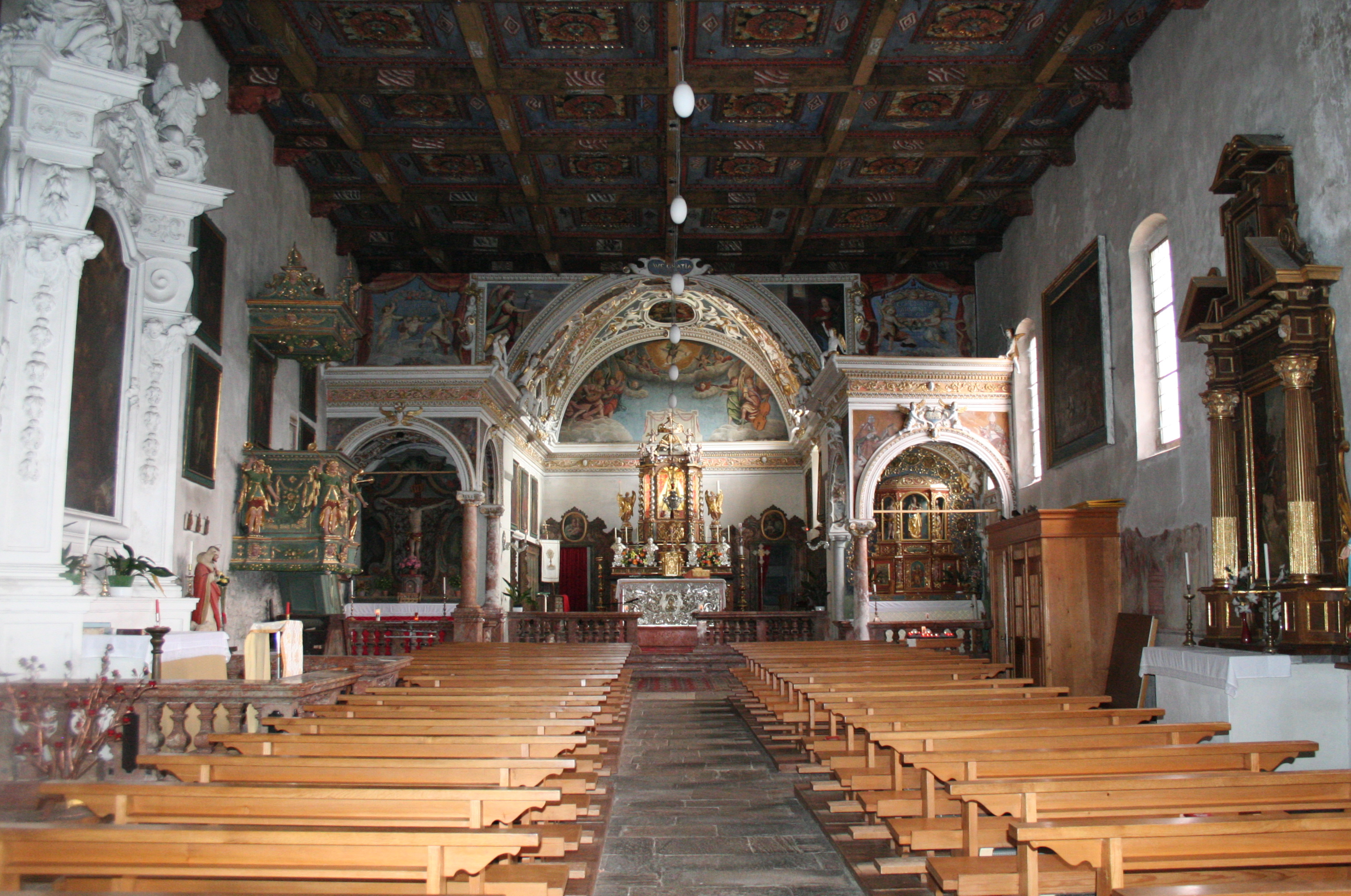
Pfarrkirche Santa Maria Assunta, Blick zum Chor
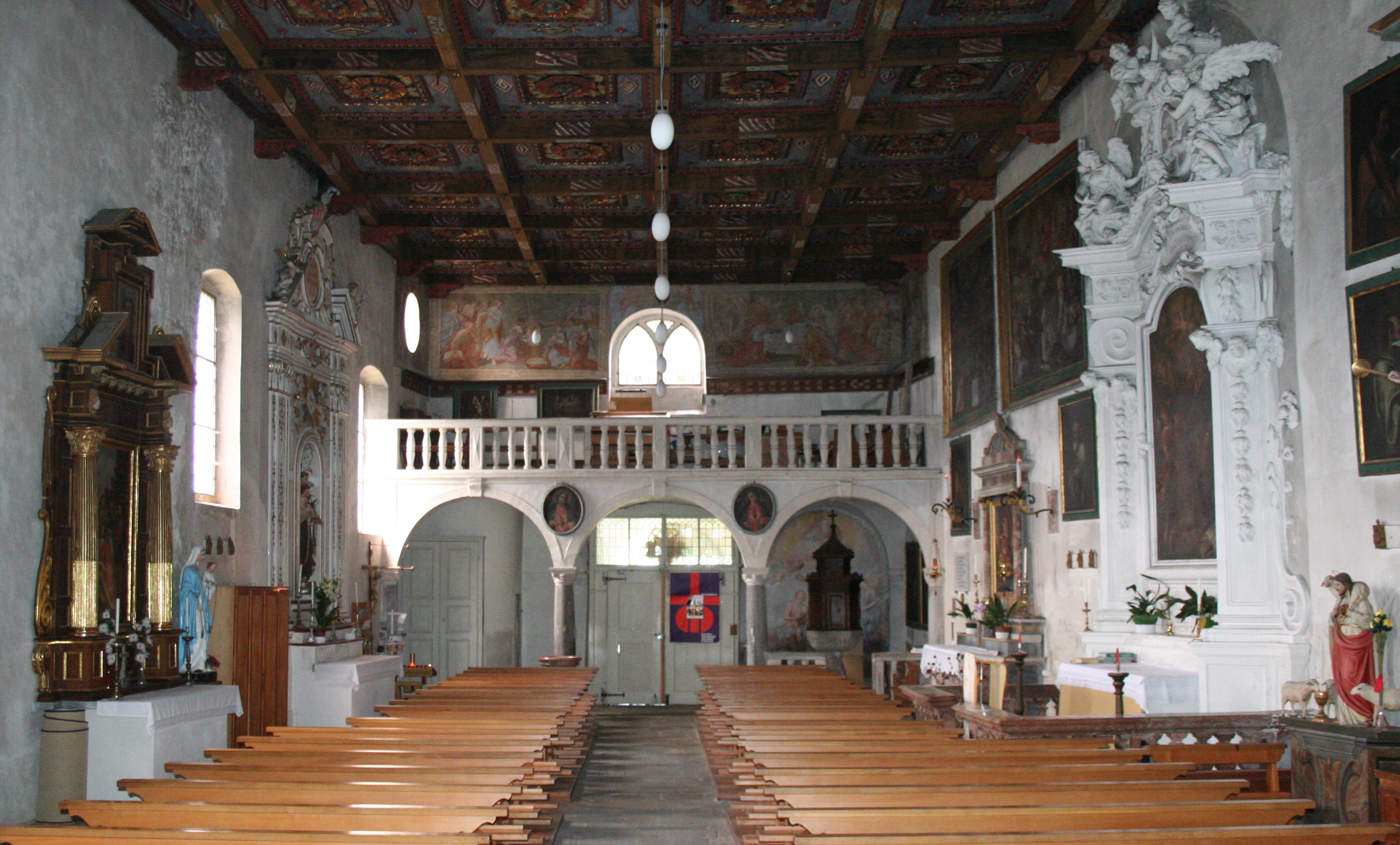
Blick zur Empore